# إنعاش فما لفم
الإنعاش فما لفم هو فعل يحاكي التنفس الذي يقوم على تبادل الغازات العام في الجسم عن طريق التهوية الرئوية والتنفس الخارجي والتنفس الداخلي.(3) وهذا يعني توفير الهواء للإنسان الذي لا يتنفس أو الذي لا يقوم بجهد تنفسي كافي بنفسه.(5) (على الرغم من أنه يجب أن يستخدم مع مريض قلبه ينبض، أو كجزء من إنعاش القلب والرئة لتحقيق التنفس الداخلي).
يتم تحقيق التهوية الرئوية (وبالتالي التنفس الخارجي) من نفخ الرئتين يدويا، إما عن طريق المسعف الذي ينفخ في رئتي المريض، أو باستخدام جهاز ميكانيكي للقيام بذلك. أثبتت طريقة النفخ هذه أنها أكثر فعالية من الأساليب التي تنطوي على التحفيز الميكانيكي لصدر وذراعي المريض، مثل طريقة سيلفستر. {7} والتي تعرف أيضا بالإنعاش عن طريق هواء الزفير {EAR} وتهوية هواء الزفير (EAV)، والإنعاش فما لفم، وانعاش وتنفس الإنقاذ، أو بالعامية قبلة الحياة.
التنفس الاصطناعي هو جزء من معظم بروتوكولات الإنعاش القلب رئوي (CPR) (9)(11) مما يجعل منها مهارة أساسية للإسعافات الأولية. وفي بعض الحالات يؤدي التنفس الاصطناعي منفصلا، على سبيل المثال، في حالة الغرق القريب أو في حالة تعاطي جرعات زائدة من الافيون. وينحصر الآن إجراء التنفس الاصطناعي بمفرده، في معظم البروتوكولات علي محترفي الصحة، حيث ينصح المسعفون باجراء الإنعاش القلب رئوي الكامل (CPR) وذلك في كل الحالات التي لا يتنفس فيها المريض بشكل كاف.
في التهوية الميكانيكية تستخدم هواية ميكانيكية لتحريك الهواء داخل وخارج الرئتين عند الفرد غير القادر علي التنفس بنفسه، على سبيل المثال خلال عملية جراحية مع تخدير عام أو عندما يكون الفرد في حالة غيبوبة.

## النفخ

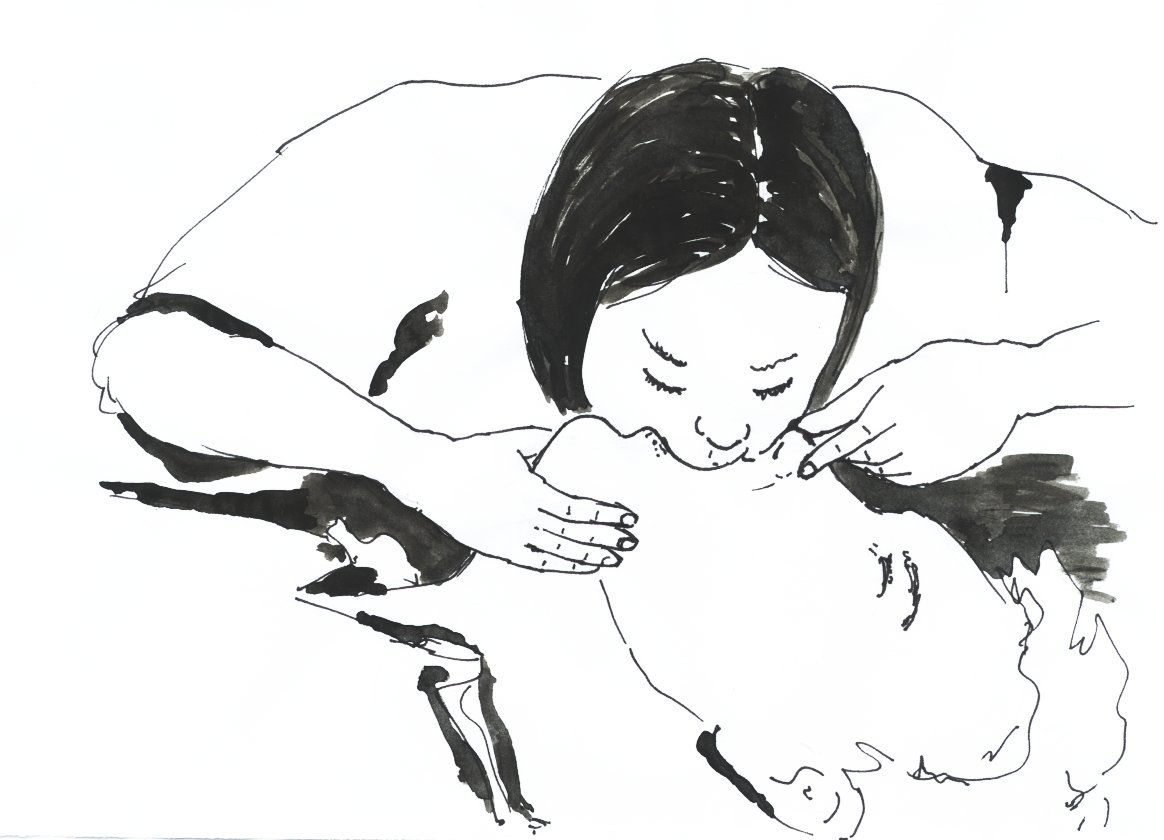
النفخ من الفم للفم

النفخ، والمعروف أيضا باسم 'التنفس الاصطناعي أو 'التهوية، هو إجبار الهواء ميكانيكيا علي الدخول إلى نظام جهاز المريض التنفسي. ويمكن تحقيق ذلك من خلال عدد من الأساليب، ويعتمد تحقيق ذلك على الحالة وعلي المعدات المتاحة. وتتطلب جميع الاساليب إدارة جيدة للممرات الهوائية لأداءها، مما يؤمن فعالية الأسلوب. وتشمل هذه الأساليب ما يلي:
- من الفم للفم - وهذا ينطوي على ان يختم المنقذ بفمه علي فم المريض و'ينفخ'، لتمرير الهواء إلى جسم المريض
- من الفم للانف - وفي بعض الحالات، قد يحتاج المسعف أو قد يرغب في تشكيل فمه ختما مع أنف المريض. وتشمل الأسباب النموذجية لذلك، اصابة الوجه والفكين، أو عند القيام بالعملية في الماء، أو في حالة أن تكون هناك بقايا قيء في الفم
- فما الي فم وأنف - يستخدم هذا الأسلوب مع الرضع (عادة الي حوالي سنة واحدة)، وهذا يشكل ختماأكثر فعالية
- من الفم لقناع - توصي معظم المنظمات باستخدام نوع من الحاجز بين المسعف والمريض للحد من خطر العدوى العابرة. أحد الأنواع الأكثر شعبية من الاقنعة هو 'قناع الجيب". باستطاعته أن يوفر كميات أكبر عن تلك التي يوفرها قناع صمام الكيس.(13)
- قناع صمام الكيس (BVM) هو جهاز بسيط يشغل يدويا - وهو جهاز بسيط يشغله المسعف يدويا، وينطوي على عصر حقيبة حقيبة لطرد الهواء إلى المريض.
- جهاز التنفس الميكانيكي - هو وحدة كهربائية مصممة على التنفس للمريض

### ملاحق النفخ

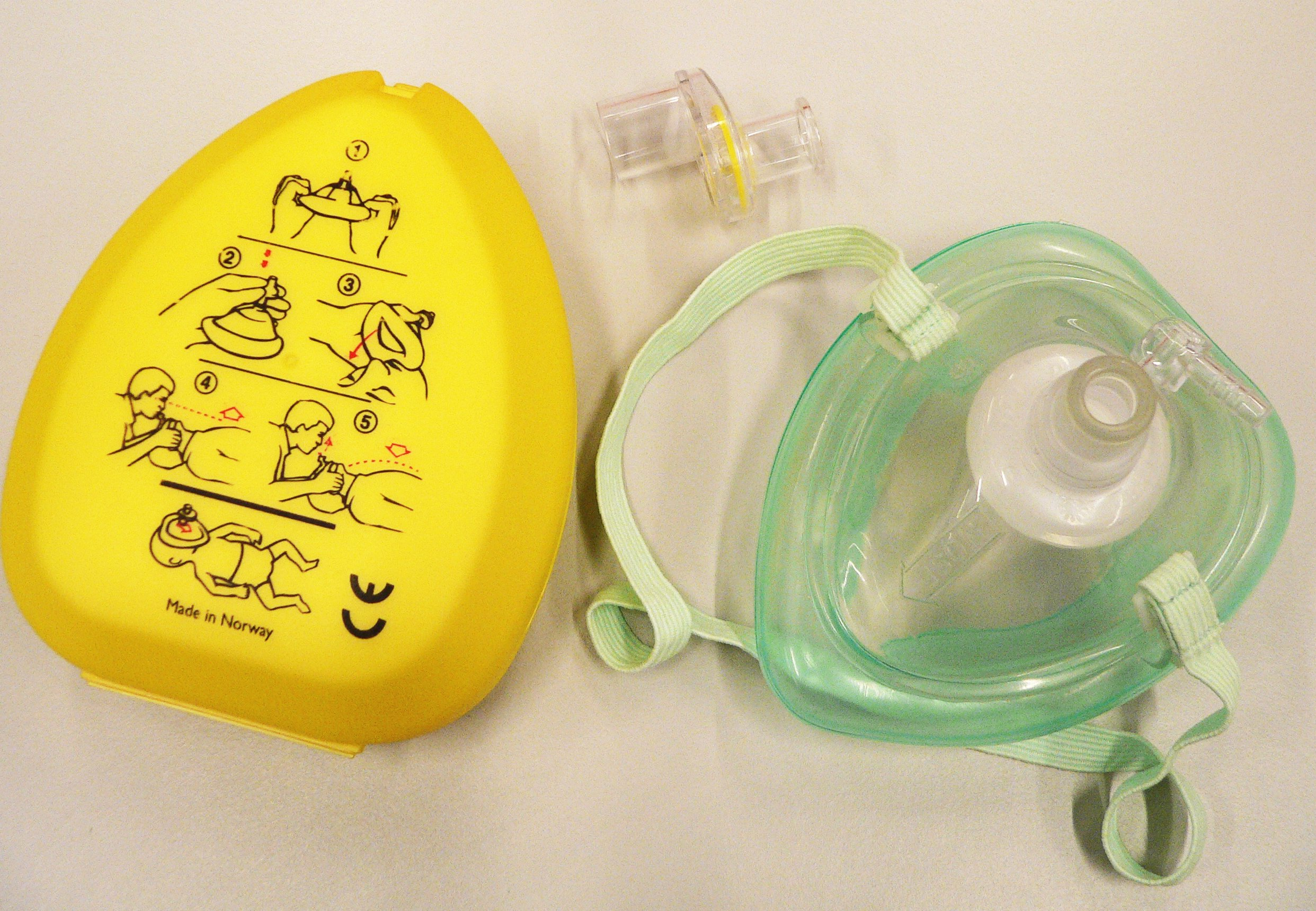
قناع جيب الإنعاش القلب رئوي، مع حقيبة الحمل.

توصي معظم منظمات التدريب باستخدام حاجز وقائي في أي من الاساليب التي ترتبط بالمريض عن طريق الفم وذلك للحد من احتمال نقل عدوى (في أي من الاتجاهين).(15)
تشمل الحواجز المتوفرة، أقنعة الجيب ودروع حماية الوجه. هذه الحواجز مثل معدات الحماية الشخصية لحماية الوجه من رشاش أو رذاذ الدم أو غيره من المواد التي يحتمل أن تكون معدية.
وينبغي ان تزود هذه الحواجز بصمام مرشح احادي الاتجاه، يسمح بتسليم الهواء من المسعف الي المريض ويحول دون وصول أي مواد من المريض الي المسعف، (مثل قيء أو دم) يجب استخدام العديد من الملاحق مرة واحدة، حتي وان كانت متعددة الاستخدام، وبعد استخدام القناع، يجب أن ينظف ويغلف اليا ويستبدل المصفي.
القناع القلب رئوي هو الأسلوب المفضل لتهوية مريض، عندما يتاح مسعف واحد فقط. تتوفر العديد من المداخل 18 م م لدعم أكسجين إضافي، مما يزيد كمية الأوكسجين التي تسلم من حوالي 17 % المتاحة في هواء زفير المسعف إلى نحو 40-50 ٪.
وغالبا ما يستخدم التنبيب الرغامي للتهوية الميكانيكية لفترة قصيرة. يتم إدخال الانبوب عن طريق الأنف (التنبيب الانفي رغامي) أو عن طريق الفم (التنبيب الفموي الرغامي) ليندفع في القصبة الهوائية. في معظم الحالات يتم استخدام أنابيب بأصفاد نفخ للحماية ضد التسرب والجنوح. ويعتقد أن التنبيب مع أنبوب مكبل يوفر حماية أفضل ضد الجنوح. الانبوب الرغامي يسبب حتما الألم والسعال. ولذلك، ما لم يكن المريض فاقد الوعي أو مخدر لأسباب أخرى، يعطي عادة العقاقير المهدئة ليستطيع تحمل الأنبوب. هناك عيوب أخرى للتنبيب الرغامي وتشمل الأضرار التي تلحق بالبطانة المخاطية في البلعوم الأنفي، والبلعوم أو التضيق المزماري الفرعي.
ويمكن استخدام بضع الغشاء الحلقي والدرقي في حالات الطوارئ عن طريق المتخصصين في الرعاية الصحية، حيث يتم عمل مجرى للهواء من خلال فتحة جراحية في الغشاء الحلقي والدرقي. وهذا يماثل بضع القصبة الهوائية، ولكن يحتفظ ببضع الغشاء الحلقي والدرقي لحالات الطوارئ. يستخدم ذلك فقط في حالة انسداد كامل في البلعوم أو إذا كانت هناك إصابة ضخمة في الوجه والفكين تمنع استخدام الملاحق المستخدمة حاليا. {17}

## كفاءة نفخ فم المريض
يحتوي الهواءالجوي العادي على حوالي 21 ٪ من الأكسجين عندما خلق فيه، وبعد تبادل الغازات وبعد تأخذ مكانها في الرئتين، مع الفضلات المنتجة (خاصة ثاني أكسيد الكربون)الذي انتقل من مجرى الدم إلى الرئتين، يحتوي الهواءالذي يخرج مع الزفير من قبل البشر عادة على حوالي 17 ٪ أكسجين. وهذا يعني أن الجسم البشري يستخدم فقط حوالي 19 ٪ من استنشاق الأوكسجين، ويترك أكثر من 80 ٪ من الأكسجين المتاح في تنفس الزفير.(19)
وهذا يعني أن هناك أوكسجين أكثر من المتبقي يكفي لاستخدامه في الرئتين الذي يعبر بعد ذلك غشاء الخلية لتشكيل الهيموغلوبين العارض.

## الأكسجين

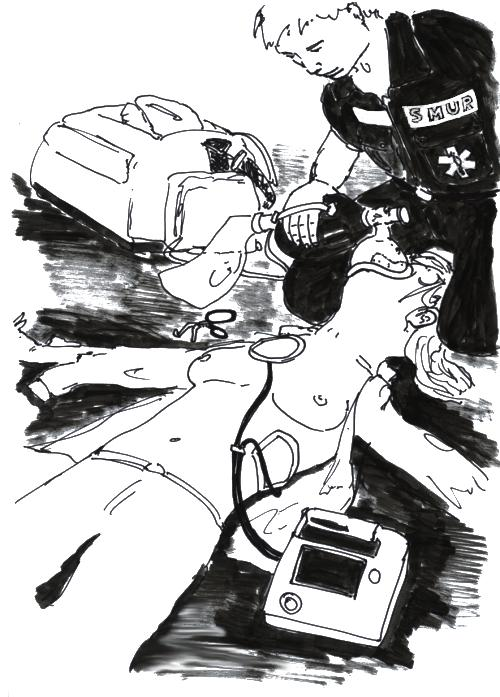
عرض نموذجي لتقدم الإنعاش مع استخدام BVM

ويمكن زيادة كفاءة التنفس الاصطناعي عن طريق زيادة الاستخدام الاني لعلاج الأوكسجين. كمية الأوكسجين المتاحة للمريض في حالة من الفم للفم هي حوالي 16 ٪. وذلك في حالة أن يتم ذلك من خلال قناع جيب مع تدفق أكسجين، وهذا يزيد الأكسجين الي 40 ٪. وإذا تم استخدام كيس صمام أو قناع التنفس الميكانيكي مع الأوكسجين، ترتف النسبة إلى 99 ٪ أكسجين. وكلما زاد تركيز الأكسجين تزيد فعالية التبادل الغازي في الرئتين.

## الروابط الخارجية
- منعش هواء الزفير
- المشورة الأساسية للإسعافات الأولية من أستراليا نيو ساوث ويلز -خدمة سيارة الإسعاف
- صفحتان من كتيب تتضمنان تفاصيل EAR
- المملكة المتحدة الموقع الإلكتروني لمجلس الإنعاش - يحتوي على معلومات عن اخرالمبادئ التوجيهية.